# Lista de presidentes do Chade
O Presidente do Chade é o chefe de estado da República do Chade. Atualmente, e desde 20 de abril de 2021, o cargo é ocupado por Mahamat Déby Itno, que começou como presidente do Conselho Militar de Transição e foi eleito, em 2024, presidente do país.

## Lista de Chefes de Estado do Chade
A tabela abaixo lista os presidentes e chefes de Estado desde a independência do Chade da França em 11 de agosto de 1960.
| №   | Retrato | Nome                                               | Mandato               | Mandato                           | Eleição                       | Partido      |
| --- | ------- | -------------------------------------------------- | --------------------- | --------------------------------- | ----------------------------- | ------------ |
| 1   |         | François Tombalbaye (1918-1975)                    | 11 de agosto de 1960  | 13 de abril de 1975 (Deposto)     | 1962 1969                     | PTT/MNRCS    |
| -   |         | Noël Milarew Odingar (Chefe de Estado) (1923-2007) | 13 de abril de 1975   | 15 de abril de 1975               | —                             | Militar      |
| 2   |         | Félix Malloum (1932-2009)                          | 15 de abril de 1975   | 23 de março de 1979 (Referendo)   | —                             | Militar      |
| 3   |         | Goukouni Oueddei (n.1944)                          | 23 de março de 1979   | 29 de abril de 1979               | —                             | FROLINAT/FAP |
| 4   |         | Lol Mahamat Choua (1939-2019)                      | 29 de abril de 1979   | 3 de setembro de 1979             | —                             | MPLT         |
| (3) |         | Goukouni Oueddei (n.1944)                          | 3 de setembro de 1979 | 7 de junho de 1982 (Deposto)      | —                             | FROLINAT/FAP |
| 5   |         | Hissène Habré (1942-2021)                          | 7 de junho de 1982    | 2 de dezembro de 1990 (Deposto)   | 1989 (Referendo)              | FAN/UNIR     |
| 6   |         | Idriss Déby (1952-2021)                            | 2 de dezembro de 1990 | 20 de abril de 2021 (Assassinado) | 1996 2001 2006 2011 2016 2021 | MPS          |
| 7   |         | Mahamat Déby Itno (n.1984)                         | 20 de abril de 2021   | Presente                          | 2024                          | MPS          |